# Płytka drukowana

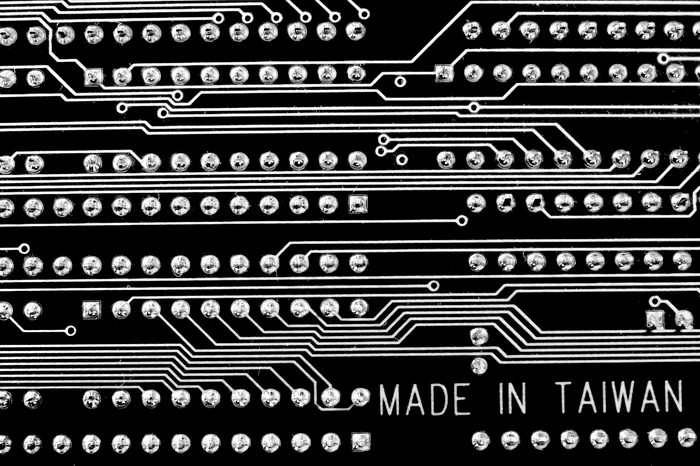
Zbliżenie spodniej części obwodu drukowanego płyty głównej komputera. Na zdjęciu widoczne są ścieżki przewodzące i punkty lutownicze dla podzespołów montowanych w sposób przewlekany po przeciwnej stronie

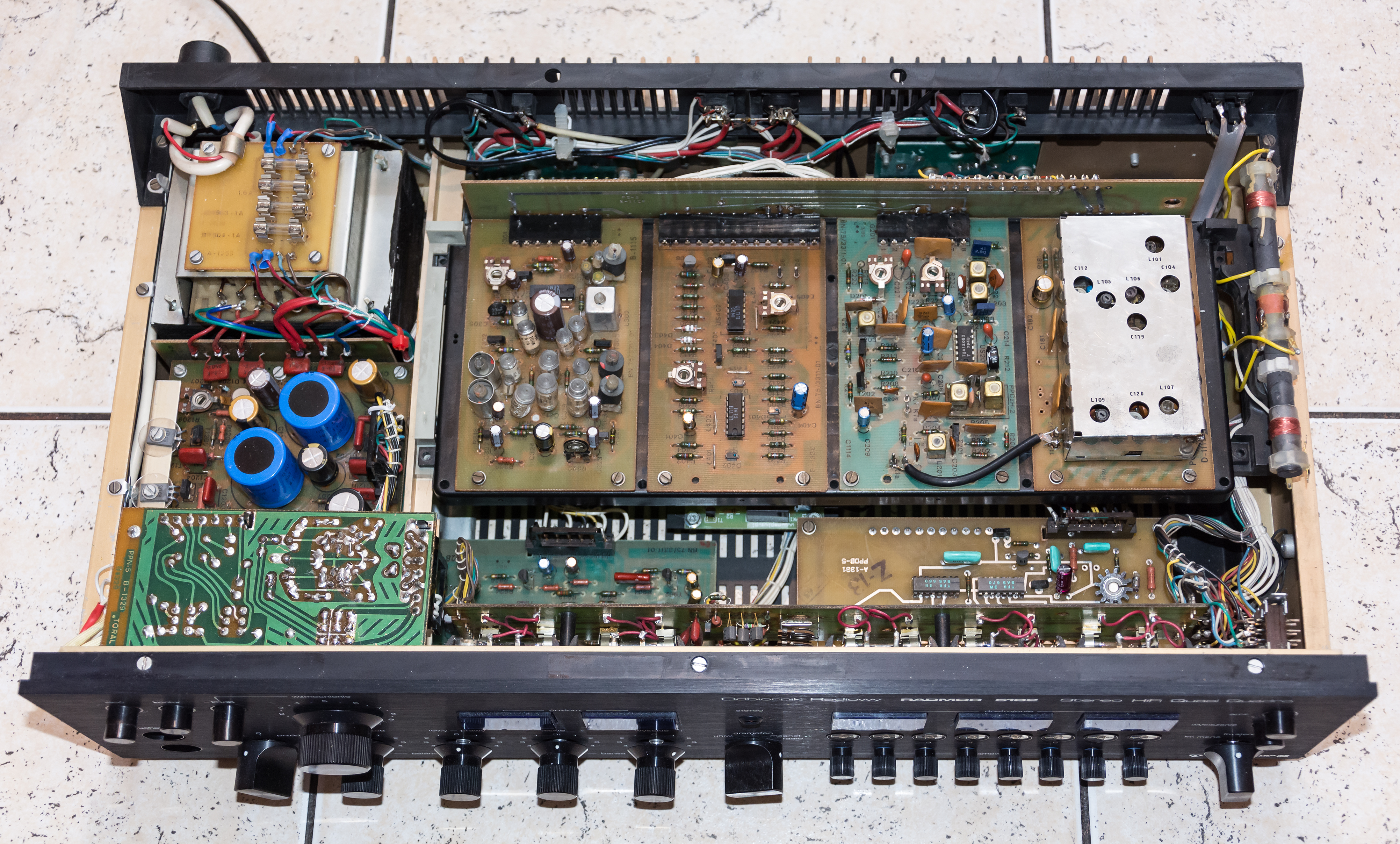
Płytki drukowane w Radmorze 5102

Płytka drukowana, płytka obwodu drukowanego (ang. Printed Circuit Board, PCB) – płytka z materiału izolacyjnego z połączeniami elektrycznymi (ścieżkami) i punktami lutowniczymi (zwanymi padami), przeznaczona do montażu podzespołów elektronicznych w technologii THT lub SMD
Płytki drukowane projektowane są pod kątem budowanego układu elektronicznego i wykonywane są techniką trawienia. Wytwarza się je z płytek pokrytych warstwą miedzi, na które różnymi technikami nanoszony (drukowany) jest wzór ścieżek, a następnie, celem otrzymania pożądanego wzoru, wykonuje się obróbkę chemiczną. Farby pokrywające warstwę miedzi mogą być nanoszone sitodrukiem lub offsetem. Możliwe jest też wykonanie obwodu drukowanego przez nałożenie srebrnych farb przewodzących metodą sitodruku.
Płytka drukowana może być bazową częścią konstrukcyjną chassis dla urządzeń elektronicznych (telewizora, radioodbiornika, monitora, laptopa). Może być jedno-, dwu- lub wielowarstwowy (z warstwami wewnętrznymi). Podzespoły elektroniczne na płytce montuje się metodą przewlekania (montaż przewlekany) albo powierzchniowo (montaż powierzchniowy). W pierwszej technice wyprowadzenia elektryczne elementu, w postaci wąsów, przewlekane są przez przygotowane otwory płytki i lutowane z przeciwnej jej strony, natomiast w drugiej elementy lutowane są z tej samej strony płytki, na której się znajdują (nazywane są wówczas elementami SMD (od ang. surface-mount device). Materiałem stosowanym do produkcji płytek są laminaty szklano-epoksydowe (TSE) lub materiały kompozytowe zawierające dodatkowo warstwę papieru lub filcu szklanego. Takie płyty pokryte są jedno- lub dwustronnie miedzią o grubości, przykładowo, 18, 35, 70 mikrometrów. W przypadku bardziej skomplikowanych układów elektronicznych stosuje się wielowarstwowe płytki drukowane, w których miedziane warstwy przewodzące umieszczone są również pomiędzy warstwami laminatu. Pozwala to też uniknąć mostków wykonywanych za pomocą dodatkowych przewodów.
Obwody drukowane dawniej projektowane były ręcznie. Obecnie do tego celu wykorzystuje się komputery i odpowiednie oprogramowanie typu CAD (na przykład Altium Designer, Autotrax, CADSTAR, DipTrace, Eagle, Easytrax, easyEDA, OrCAD, NI UltiBoard, PADS, P-CAD, Protel, KiCad, TurboPcb).

## Laminaty stosowane do produkcji
- FR-2 - papier, żywica fenolowa (temp. maks. 105 °C)
- FR-3 - tkanina szklana, żywica epoksydowa (temp. maks. 105 °C)
- FR-4 - tkanina szklana, żywica epoksydowa (temp. maks. 130 °C)
- CEM-1 - papier, tkanina szklana, żywica epoksydowa (temp. maks. 130 °C)
- CEM-3 - filc szklany, tkanina szklana, żywica epoksydowa (temp. maks. 130 °C)
- Poliimid (PI) - tkanina szklana, żywica poliimidowa (temp. maks. 260 °C)
- PTFE (Teflon) - politetrafluoroetylen, czasem z tkaniną szklaną (temp. maks. 260 °C)
- Rogers - ceramika, tkanina szklana, specjalne żywice (temp. maks. 200–280 °C)
- MCPCB - rdzeń aluminiowy, warstwa dielektryczna, miedź (temp. maks. 130–150 °C)
- LCP - folia z ciekłokrystalicznego polimeru (temp. maks. 260 °C)